# 分解燃焼
分解燃焼（ぶんかいねんしょう）とは、拡散燃焼の一形態。

## 概要
木材、石炭、紙などの固体可燃物、またはグリセリンのように沸点が比較的高く、分子量の大きな液体可燃物は、蒸発分を蒸発燃焼するとともに熱分解によって可燃性ガスを生成し、このガスに着火して炎を上げて拡散燃焼をしていく。
たとえば、木材を空気中で加熱すればまず水分を失って乾燥し、次いで熱分解を起して可燃性ガスを放出し、それに着火して生じた炎の熱がさらに木材の熱分解を促進して燃焼を継続していくのである。木材、石炭、紙などは分解燃焼が終了した後、赤熱して炎を出さずに表面燃焼を行うのが一般的な形である。
木炭が青白い炎を発している場合があるが、これは燃焼によって生じた二酸化炭素が赤熱された木炭の表面で還元されて生じた一酸化炭素となって燃えているためであり、木炭自身が発炎燃焼をしているわけではない。